# Barthélémy de Montagut
Barthélémy de Montagut est un maître à danser français, actif à Londres vers 1620-1640.

## Biographie
Il commence sa carrière à Paris et un seul acte en atteste, en juin 1616, lorsqu'il s'associe pour un an et à parts égales avec Denis Monnant pour montrer à danser aux "escoliers" (étudiants) qui viendront dans la salle qu'ils louent rue Saint-Honoré à l'enseigne de la Coupe d'or. Il demeurait à cette époque dans la même rue.

### Londres
Il passe en Angleterre à une date inconnue, peut-être à la fin des années 1610. Au début du XVIIe siècle, les Français passent pour être les meilleurs maîtres de ballet. Outre Montagut, on voit en Angleterre s'illustrer François de Lauze, Mailliet et Bocan, de même que de nombreux autres artistes. Montagut rencontre de Lauze, dont il plagiera les écrits. Tous deux sont en compétition pour se faire une place dans la mouvance du  duc de Buckingham, mais c’est Montagut qui arrive à ses fins. Outre un sens aigu de l’arrivisme social, il danse avec une grâce rare, et arrive enfin à attirer l’attention de la duchesse de Buckingham.
Il apparaît en 1623 dans les comptes de voyage du duc de Buckingham et du prince Charles en Espagne, lorsqu’ils essayent (en vain) d’arranger le mariage de ce dernier avec l'infante Marie-Anne d’Autriche. Montagut apparaît aussi entre 1623 et 1626 dans les comptes des dépenses du duc de Buckingham, pour sa participation aux masques dansés à la cour, pour ses frais et ses voyages.
Il entre au service de la reine Henriette-Marie de France dès son arrivée en Angleterre en 1625. Il participe à un ballet de cour en 1626 donné au roi, à la reine et à l’ambassadeur du roi de France François de Bassompierre. Le 28 décembre 1628 il est nommé valet de chambre de la reine en même temps que son frère « Peter de Montagutt », qui devient ensuite valet de chambre du roi. Leur charge est renouvelée le 21 juillet 1631. Ses appointements annuels pour cette charge, relevés jusqu’en 1639, se situent entre 60 et 150 £, ce qui le place assez haut parmi les autres officiers de la maison de la reine. En 1631 il devient maître de danse du roi Charles, aux appointements de 160 £ par an.
Dans les années 1630, il est cité dans plusieurs listes de résidents étrangers à Londres, habitant le quartier de St Martin-in-the-Fields autour de 1635 puis de Westminster vers 1638-1639, à proximité d’autres artistes français.
En juillet 1635, il est accusé d’avoir tué un homme à l’occasion d’un séjour à Oatlands (en), la résidence d’été de la reine, et échappe à toute punition, semble-t-il.
Il est cité à l’occasion du masque Chloridia de 1631 et on peut supposer qu’il participe à bien d’autres mascarades, pastorales ou divertissements de cour, dans les distributions desquels il n’est pas cité. On le voit encore dans Luminalia (1638), mascarade pour laquelle il paraît avoir reçu de la reine une gratification de 700 £. Le 29 septembre 1639, sa charge de valet de chambre de la reine passe à Nicholas Lanier, un musicien, compositeur et peintre. C’est sans doute vers cette époque qu’il envoie au roi Charles une lettre où il déplore la dureté des temps et sa difficulté à se maintenir en Angleterre, l’accablement des dettes contractées par défaut de paiement de ses appointements, et le souhait de rentrer en France. On suppose qu’il rentre en France au début des années 1640.
Il laisse à Londres une image suffisamment forte pour avoir servi de modèle à Gaillard, un personnage de la comédie parodique The Variety de William Cavendish publiée en 1649, qui moque les manières françaises.

### Paris?
On a une trace de lui à Paris en 1644. Qu’il se nomme sieur d’Aillac, sans doute en référence à Aillac, village de Dordogne, peut donner un indice quant à son origine française.
Les actes du tabellionage de Rouen mentionnent le 3 juillet 1643 une certaine « Renée de Montagu », envoyée en France par son oncle Barthélémy de Montagu, gentilhomme du roi [d'Angleterre]. Sans doute est-ce la fille de Pierre Montagut cité plus haut.

## Œuvres
Montagut compose un traité intitulé Louange de la danse, avec les observations nécessaires pour en acquérir la perfection. Il est conservé à Londres, British Library, Royal collection, Ms 16e XXXIX. Il contient 36 f. dans une écriture très lisible. L’œuvre est dédiée à George Villiers, marquis puis duc de Buckingham, favori du roi Jacques Ier d'Angleterre et excellent danseur. Ce manuscrit a fait l’objet d’une édition moderne par Barbara Ravelhofer, avec une comparaison au texte de Lauze et une traduction anglaise du texte de Montagut : Louange de la danse, éd. Barbara Ravelhofer, Cambridge, RTM publications, 2000.
Lorsqu’il publie son Apologie de la danse en 1623, François de Lauze écrit dans sa préface que peu après être arrivé en Angleterre, il avait montré à Montagut une version préliminaire de ce travail, et que celui-ci s'était empressé de la copier pour la diffuser sous son nom, sous forme manuscrite. La comparaison des deux textes montre que Montagut y reprend des passages entiers de l' Apologie, à peine modifiés. Ceci n'empêcha pas de Lauze de publier ensuite l’œuvre sous son nom, en dévoilant cette mésaventure dans sa préface. Cette affaire constitue un des premiers exemples de plagiat manifeste identifié en Angleterre.
L’œuvre suit donc un plan comparable à celle de Lauze : une première partie destinée aux cavaliers, qui décrit la révérence, les diverses courantes, les branles, la gaillarde, la capriole. La seconde partie est destinée aux dames, décrit des branles, la gavotte, la courante, la gaillarde.